# Элерон (БПЛА)
Элерон — комплекс ближнего действия воздушной разведки и наблюдения с беспилотными летательными аппаратами, разработанный российским предприятием «ЭНИКС». Является базовой моделью дальнейшей модернизации. Именуется также Т-23 «Элерон».

## Назначение
Предназначен для наблюдения наземной обстановки и объектов с воздуха. Разработка завершена в 2003 году компанией «ЭНИКС». Имеет несколько модификаций.

## Состав комплекса
В состав комплекса входят:
- пусковое устройство Т23П,
- беспилотный летательный аппарат (БПЛА) Т23Э,
- портативная наземная станция управления (НСУ) Т23У.

БПЛА сконструирован складным, что предоставляет возможность его хранения в контейнере размерами не более 0,9×0,5×0,12 м. Оснащён электрическим двигателем с толкающим винтом, установлена стабилизированная ТВ-система, цифровая фотокамера и передающая аппаратура.
Старт БПЛА производится с использованием резинового жгута, который обеспечивает аппарату необходимую взлётную скорость, посадка осуществляется с использованием парашютной системы с высот от 30 м.
Комплекс предусматривает обслуживание расчётом из двух человек.
Комплекс может использоваться днём при скорости ветра до 15 м/с, температуре от минус 30 до плюс 45 градусов и влажности 98 %. В 2007 году принят на снабжение МЧС РФ. Сотрудниками МЧС используется для обнаружения лесных и ландшафтных пожаров, при возникновении различных ЧС и для поиска пропавших людей.

## ТТХ
- Размах крыла, м: 1,47
- Длина, м: 0,45
- Диапазон рабочих температур, °C: −30…+45.
- Масса, кг: 3,4
- Целевая нагрузка (цифровая фотокамера, 10Х видеокамера, ИК-камера)
- Тип двигателя электродвигатель
- Скорость полёта, км/ч: 65-105
- Продолжительность полёта, ч: 1,25
- Статический потолок, м: 3000
- Режимы полёта — автономный, полуавтономный, удержание объекта в кадре, облёт точки, проход над точкой, автоматический возврат.